# Neolythria consimilaria
Neolythria consimilaria är en fjärilsart som beskrevs av John Henry Leech 1897. Neolythria consimilaria ingår i släktet Neolythria och familjen mätare. Inga underarter finns listade i Catalogue of Life.